# Probefahrt ins Paradies
Probefahrt ins Paradies ist ein Satirefilm von Douglas Wolfsperger aus dem Jahr 1992.

## Handlung
Der junge Pfarrer Strobel begleitet eine Buswallfahrt vom Bodensee nach Lourdes. Mit an Bord: die strenge Nonne Ursula, Busfahrer Freddie, eine alte Dame namens Wendelgard von Baldini und zahlreiche fromme Pilger. Die schwangere Theresa, die sich in den Bus der Marien-Fanatiker schmuggelt, stellt sich als Geliebte des Pfarrers heraus und verlangt von ihm, dass er sein Versteckspiel endlich beendet und zu ihr und dem gemeinsamen Kind steht.

## Hintergrund
Der Film wurde am 29. Oktober 1992 bei den Internationalen Hofer Filmtagen uraufgeführt. Es folgten weitere Aufführungen bei Filmfestivals wie die Biberacher Filmfestspiele, das Kinofest Lünen, das Filmfestival Max Ophüls Preis in Saarbrücken und die Alpinale in Bludenz.

## Kritik
„Die im Ansatz erkennbaren Elemente eines allegorisch verschlüsselten Kommentars zur gegenwärtigen Situation der katholischen Kirche werden nicht konsequent herausgearbeitet, stattdessen bleibt der dramaturgisch und thematisch unausgereifte Film in krasser Typenkomik und billigen Gags stecken. Das beachtliche technische Niveau vor allem der Kameraarbeit kann das negative Gesamtbild nicht verdrängen.“

„Spaßig, auch wenn der letzte Biss fehlt.“

„Wer seinen Glauben an die unbefleckte Empfängnis nicht verlieren will, dem sei von der ‚Probefahrt ins Paradies‘ dringend abgeraten.“

„Wolfsperger ist eine der besten deutschen Komödien der vergangenen Jahre gelungen.“

„Das Road-Movie hat jene unterhaltsame Kraft, wie sie einander aufessenden Gesellschaften hinter verschlossenen Türen eigen ist.“

## Auszeichnungen
- Goldene Filmspule des Kommunalen Kinos „d'Linse“, Weingarten
- Alpinale-Publikumspreis in Österreich